# Корте
Корте (словен. Korte, итал. Corte d'Isola) је насељено место у општини Изола, Обално-крашка регија, Словенија.

## Историја
До територијалне реорганизације у Словенији биле су у саставу старе општине Изола.

## Становништво
У попису становништва из 2011. године, Корте су имале 762 становника.
| Број становника према пописима | Број становника према пописима | Број становника према пописима |
| ------------------------------ | ------------------------------ | ------------------------------ |
| 1991                           | 2002                           | 2011                           |
| 563                            | 655                            | 762                            |

Напомена: Од 1957. до 1988. исказивано под именом Двори над Изоло.

## Галерија
- засеок Медоши
- улица